# Петрівська волость (Маріупольський повіт)
Петрівська волость — історична адміністративно-територіальна одиниця Маріупольського повіту Катеринославської губернії із центром у селі Петрівка.
Станом на 1886 рік складалася з 5 поселень, 5 сільських громад. Населення — 8471 особа (4280 чоловічої статі та 4191 — жіночої), 1240 дворових господарств.
|                     | Площа, десятин | У тому числі орної, дес. |
| ------------------- | -------------- | ------------------------ |
| Сільських громад    | 23427          | 8313                     |
| Приватної власності | 976            | 300                      |
| Казенної власності  | 9036           | 2566                     |
| Іншої власності     | —              | —                        |
| Загалом             | 33429          | 11179                    |

Поселення волості:
- Петрівка — колишнє державне село при річці Малоурдієва за 75 верст від повітового міста, 2293 особи, 370 дворових господарств, православна церква, школа, лавка.
- Богословське — колишнє державне село при балці Безводній, 1242 особи, 206 дворових господарств, православна церква, школа, лавка.
- Єгорівка (Ригорівка) — колишнє державне село при балці Лунзань, 1062 особи, 166 дворових господарств, православна церква.
- Новопетриківське — колишнє державне село при річці Мокрі Яли, 2590 осіб, 349 дворових господарств, православна церква, школа, 2 лавки.

За даними на 1908 рік у волості налічувалось 5 поселень, загальне населення — 13 910 осіб (7001 чоловічої статі та 6909 — жіночої), 2054 дворових господарств.